# Parroquia Altagracia (Zulia)
Altagracia es una de las parroquias en las que se divide el municipio Miranda del estado venezolano de Zulia.
Toma su nombre de la advocación de la Virgen María Nuestra Señora de la Altagracia.

## Ubicación
La parroquia Altagracia limita al norte con la Parroquia San José, al este con la Parroquia Ana María Campos, al sur con la Parroquia José Antonio Chaves y al oeste con el Lago de Maracaibo en el estrecho del Lago.

## Geografía
La Parroquia Altagracia se encuentra en el estrecho del lago conocido como el cuello del lago, donde solo hay 8 km hasta Maracaibo, esto la convierte en una importante vía de acceso al lago motivo por lo cual Los Puertos de Altagracia fue fundada y refundada siempre frente a Maracaibo para proteger el acceso al lago desde los tiempos de la colonia.

## Poblaciones
Dentro de la parroquia Altagracia se encuentran las poblaciones de:
- Los Puertos de Altagracia Capital de la Parroquia
- Punta de Leiva
- Punta de Piedra
- Haticos del Norte
- Haticos del Sur
- El Nuevo Hornito
- La Salina del Sur parroquia Altagracia

## Turismo
La Parroquia Altagracia, es conocida por sus tradiciones, además de la feria de la virgen de Altagracia, los Puertos cuenta con playas para pasar el rato. En los Puertos se encuentra el centro histórico, con vestigios de la historia de los Puertos (fundado en 1529 por Ambrosio Alfínger, refundado en 1607), y de la gesta de la independencia, la heroína Ana María Campos era nativa de la localidad.

## Cultura
La parroquia es lugar de fiestas patronales en honor a Nuestra Señora de la Altagracia. Además de sus tradiciones los puertos cuenta con una infraestructura educativa completa, incluyendo un núcleo de la Universidad Rafael María Baralt (UNERMB), donde dictan entre otras carreras la única cátedra de Ingeniería de Gas en el país.

## Economía
Además del turismo, la pesca y el comercio es la principal actividad económica de la localidad, adicionalmente existe intercambio comercial con otras localidades lacustres como Isla de Toas e Isla Zapara.
Parte del complejo petroquímico El Tablazo se encuentra al norte de la parroquia, la planta afecta los balnearios al descargar directamente allí, por lo que playas como La Guacoa, no son aptas para bañarse.
Además del tablazo existen otras industrias químicas como la fábrica de electrodos de soldadura AGA.

## Zona residencial
La Parroquia Altagracia está compuesta por una serie de pueblos costeros de tradición ancestral muchas casas exhiben arquitectura tradicional. Los Puertos tiene una importante población de trabajadores de la industria petroquímica además de estudiantes residentes.La Urbanización El Nuevo Hornito, fue construido en los años 1990’s para la reubicación del Pueblo El Hornito que estaba siendo afectado por la contaminación de la petroquímica El Tablazo (Hoy Complejo Petroquimico Ana Maria Campos) y posteriormente fueron utilizadas las tierras de dicho pueblo para la construcción del proyecto "Reutilización de Aguas Servidas" (RAS). También se encuentran las Urbanizaciones: Miranda (conocida como Los Campos, debido a que fue construida en los años 50 por la industria petrolera), Felipe Baptista y Nueva Miranda (construidas en los años 70 por INAVI), además de amplios sectores residenciales como: Buena Vista, Tanque Nuevo, entre otros

## Vialidad y transporte
Los Puertos es el nodo principal al que llegan las vías de todas las parroquias del municipio, algunas vías como la vía al tablazo son peligrosas por sus pendientes (colinas) y el paso de vehículos pesados.
Existen varias líneas que llevan desde y hacia los puertos entre ellas:
- Maracaibo - Los Puertos (logo azul con letras blancas)
- Cabimas - Los Puertos (logo amarillo con letras rojas)
- Santa Rita - Los Puertos.

- Existe además un puerto adónde llevan y salen lanchas de pasajeros a Maracaibo, Isla San Carlos, Isla de Toas y El Moján

## Sitios de referencia
- Complejo Petroquímico El Tablazo
- Núcleo de la Universidad Nacional Experimental Rafael María Baralt (UNERMB) Los Puertos
- Plaza Bolívar de los Puertos
- Iglesia de Nuestra señora de Altagracia
- Plaza Ana María Campos
- Plaza Francisco de Miranda
- Casa de Verónica Tapia